# Osiedle Leona Klimeckiego
Osiedle Leona Klimeckiego – osiedle bloków mieszkalnych położone w Łukowie, w środkowo-północnej części miasta. Zostało zbudowane w latach 1975–1977. Nazwano je imieniem Leona Klimeckiego, działacza społecznego,  dyplomaty, a także zasłużonego łukowianina. Jest zarządzane przez Łukowską Spółdzielnię Mieszkaniową.